# Evergestis desertalis
Evergestis desertalis ist ein Schmetterling aus der Familie der Crambiden (Crambidae).

## Merkmale
Die Falter erreichen eine Flügelspannweite von 26 bis 30 Millimeter. Kopf, Labialpalpen und Patagia (paarige Struktur auf dem Pronotum, die die Basis der Vorderflügel bedeckt) sind ebenso gefärbt wie der Thorax. Die Vorderflügel haben eine weißliche, verwaschene, lederbraune Färbung. Die Antemedianlinie hat in der Zelle einen kräftigen Zahn, anschließend verläuft sie sehr schräg bis zum Flügelinnenrand.
Die Postmedianlinie ist leicht gekrümmt. Sie beginnt in der Nähe des Apex und verläuft schräg bis zum Flügelinnenrand. Sie ist schwarz und zur Basis hin fahler schattiert. Die Subterminallinie besteht aus einer unterbrochenen Reihe von schwarzen Flecken. Die Saumlinie ist sehr dünn und schwarz. Die Fransenschuppen sind weißlich und werden durch zwei dunkle Linien geteilt. Die Hinterflügel sind grau und zum Flügelaußenrand hin dunkler. Die dunkle Postmedianlinie ist unvollständig, die Saumlinie ist dünn und schwarz. Die Fransenschuppen werden durch eine dunkle Linie geteilt. Die basale Hälfte ist lederbraun, die distale Hälfte ist weiß. Die Hinterflügelunterseiten sind grau und entlang der Adern dunkler. Die Postmedianlinie ist auf allen Flügelunterseiten dunkel angedeutet.
Bei den Männchen ist der Uncus parallelwandig und zur Spitze hin etwas dicker. Er ist mit einigen langen, steifen Borsten versehen. Der Gnathos verjüngt sich zylindrisch und besitzt eine Reihe von etwa zwölf kleinen, flachen Zähnen. Die Valven haben eine breite Basis und verjüngen sich zu einem schräg abgerundetem Apex. Das Klammerorgan (Clasper) hat die Gestalt eines auffällig sklerotisierten linsenförmigen Stabes. Auf diesem Stab und unmittelbar daneben befinden sich steife, haarartige Borsten. Der Phallus ist kräftig, auf dem distalen Teil befinden sich zwei ungleiche Cornuti-Gruppen und ein Paar bürstenartiger Bereiche.
Bei den Weibchen ist das Corpus bursae fast eiförmig und von der Basis des Ductus bursae abgesetzt. Die Signa sind mittelgroß. Der Ductus bursae ist moderat breit und verjüngt sich kaum. Vor dem Colliculum befindet sich eine seitliche Ausstülpung.

## Ähnliche Arten
Die ähnliche Art Evergestis dusmeti hat ein ähnliches Erscheinungsbild, ist aber bräunlicher und weniger deutlich gezeichnet. Kopf, Labialpalpen und Patagia sind weißlich. Die Flügel sind etwas breiter und haben einen abgerundeteren Apex. Die Antemedianlinie ist nahezu gerade. Weitere ähnliche Arten sind Evergestis plumbofascialis und Evergestis aegypticalis.

## Verbreitung
Evergestis desertalis ist auf den Kanarischen Inseln, in Spanien, Sizilien, Malta, Rumänien, Bulgarien und Nordafrika vertreten. Weiter östlich umfasst das Verbreitungsgebiet zudem den europäischen Teil Russlands, die Ukraine, die Arabische Halbinsel und den Iran.

## Biologie
Die Präimaginalstadien sind unbekannt. Die Art bildet zwei oder mehr Generationen pro Jahr und besiedelt steinige Halbwüsten. Die Falter fliegen von Mai bis Oktober und kommen ans Licht.

## Systematik
Aus der Literatur sind folgende Synonyme bekannt:
- Pyralis desertalis Hübner, 1813[3]
- Botys uandalusialis Herrich-Schäffer, 1851
- Noctuelia avicennae Tams, 1925

## Belege
1. 1 2 3 4 5 6 7  Barry Goater, Matthias Nuss, Wolfgang Speidel: Pyraloidea I (Crambidae, Acentropinae, Evergestinae, Heliothelinae, Schoenobiinae, Scopariinae). In: P. Huemer, O. Karsholt, L. Lyneborg (Hrsg.): Microlepidoptera of Europe. 1. Auflage. Band 4. Apollo Books, Stenstrup 2005, ISBN 87-88757-33-1, S. 84 (englisch).
2. ↑  Global Information System on Pyraloidea (GlobIZ). Abgerufen am 10. September 2013.
3. ↑  Online bei www.biodiversitylibrary.org